# 12010 Kovářov
12010 Kovářov eller 1996 UN är en asteroid i huvudbältet som upptäcktes den 18 oktober 1996 av Kleť-observatoriet i Tjeckien. Den är uppkallad efter Kovářov.